# Flugplatz Włocławek-Kruszyn

i7
i11
i13
Der Flugplatz Włocławek-Kruszyn (polnisch Lotnisko Włocławek-Kruszyn, ICAO-Code: EPWK) ist ein Flugplatz in Polen. Der Flugplatz befindet sich in Kruszyn bei Włocławek, etwa 100 km nordwestlich von Warschau. Der Flugplatz wurde 1965 eröffnet. Heute wird der Platz vom Aeroklub Włocławski betrieben. Am Flugplatz befindet sich ein privates Trainingszentrum für Fallschirmspringen.

## Geschichte
Der Flugsport nahm in Włocławek in den 1930er Jahren seinen Anfang, als drei Segelflugzeuge vom Typ Orlik (Entwurf Antoni Kocjan) gebaut wurden. Die Schüler des Gymnasiums Ziemi Kujawskiej waren dabei durch die Leistungen des polnischen Piloten Stanisław Skarżyński inspiriert, der Absolvent dieser Schule war.
Nach dem Zweiten Weltkrieg begannen Flugenthusiasten mit dem Bau eines Flugplatzes in der Nähe der Stadt. 1947 gründeten sie mithilfe des Aero Club Pomorski die Liga Lotnicza (deutsch Flugliga) und brachten zwei Flugzeuge Polikarpow Po-2 nach Włocławek. Die beiden Flugzeuge landeten am Flugplatz „Kapitułka“ in der Jasna-Straße.
1957 wurde ein örtlicher Ableger des Aero Club gegründet. Im selben Jahr formierte eine Versammlung des Stadtaktivs und Landkreises das Społeczny Komitet Budowy Hangaru i Lotniska, welches den Bau des Flugplatzes auf einem 82 Hektar großen Gelände in der Ortschaft Krzywa Góra in der Nähe von Włocławek realisieren sollte. Das Gelände kam vom Prezydium Powiatowej Rady Narodowej (deutsch Präsidium des Nationallandkreisrates). Der Platz befindet sich einen Kilometer von der Stadtgrenze entfernt beim Dorf Nowa Wieś an der ehemaligen Woiwodschaftsstraße DW317.
1959 gab der Hauptvorstand des Aero Clubs Polen die Erlaubnis, den Aero Club Włocławek zu gründen. Aufgrund des Baus der Zakłady Azotowe Włocławek in Krzywa Góra wurde ein neues Gelände für den Bau des Flughafens bei Kruszyn gewählt. Die Bauarbeiten begannen 1961 und 1965 wurde der Flughafen eröffnet. Die Grundfläche betrug 78 Hektar, auf der das Verwaltungsgebäude, die Flugzeughalle, die Tankstelle, die Garagen und die Zufahrtswege gebaut wurden.
1965 organisierte der Aero Club Włocławek die III. Kunstflug-Meisterschaften (polnisch III Samolotowe Mistrzostwa Polski w Akrobacji Samolotowej). Auf dem Flugplatzgelände werden verschiedene Feste und Veranstaltungen organisiert, meist im Zusammenhang mit Flugwettbewerben. 1991 hielt Papst Johannes Paul II. eine feierliche Messe am Flugplatz ab.
Aufgrund der wirtschaftlichen Veränderungen in den 1990er Jahren stellte der Aero Club Polen die Förderung seiner regionalen Niederlassungen ein. Die Aero Clubs befanden sich in einer schwierigen Situation, in der sie selbst nach Mitteln suchen und die Ausrüstung renovieren mussten. Aus diesem Grund werden die Traditionen von Festivals und Luft- und Modellschauen, die diese Wissens- und Sportgebiete verbreiten, gepflegt.